# Adam Gendźwiłł
Adam Gendźwiłł (ur. 27 lipca 1985 w Białymstoku) – polski socjolog i geograf.

## Życiorys
Adam Gendźwiłł maturę zdał w I Liceum Ogólnokształcącym w Białymstoku (2000–2004). W okresie szkolnym stypendysta, a następnie tutor Krajowego Funduszu na rzecz Dzieci. Ukończył na Uniwersytecie Warszawskim studia geograficzne (2009) oraz socjologiczne (2010). W 2014 obronił tamże doktorat w specjalności socjologia polityki na podstawie napisanej pod kierunkiem Mirosławy Grabowskiej dysertacji Poza partią i partyjnością. Syndrom antypartyjny w polskiej demokracji po 1989 roku. W 2021 habilitował się w dyscyplinie nauki o polityce i administracji w Instytucie Studiów Politycznych Polskiej Akademii Nauk, przedstawiwszy dysertację Wybory lokalne w Polsce – uczestnictwo, konkurencja i reprezentacja polityczna w demokracjach mniejszej skali.
Od 2012 do 2023 zawodowo związany z Katedrą Rozwoju i Polityki Lokalnej Wydziału Geografii i Studiów Regionalnych Uniwersytetu Warszawskiego, a od 2023 - ponownie z Wydziałem Socjologii Uniwersytetu Warszawskiego. Od 2022 na stanowisku profesora uczelni.
Jego zainteresowania naukowe obejmują takie zagadnienia, jak: polityka lokalna, wybory samorządowe, systemy wyborcze, partie polityczne, reformy terytorialne, partycypacja polityczna, metody badań społecznych.
Od lutego 2024 do lutego 2025 wiceprzewodniczący Rady Narodowej Agencji Wymiany Akademickiej. Członek Polskiego Towarzystwa Geograficznego (od 2016) oraz Midwest Political Science Association (od 2012). Ekspert Fundacji im. Stefana Batorego. W 2023 zasiadł w zarządzie Instytutu Strategie 2050, think tanku Polski 2050.